# Monastère de Bošnjane
Le monastère de Bošnjane (en serbe cyrillique : Манастир Бошњане ; en serbe latin : Manastir Bošnjane) est un monastère orthodoxe serbe situé à Bošnjane, dans le district de Rasina et dans la municipalité de Varvarin en Serbie.
Le monastère est en activité.

## Présentation
Le monastère, dédié à saint Luc, se trouve sur une petite hauteur qui domine le village de Bošnjane, près de Varvarin.
Selon la tradition, le monastère aurait été fondé à l'époque du prince Lazare, à la fin du XIVe siècle à l'emplacement d'une localité romaine qui s'appelait Drenac ou Bukovac ; en revanche, aucun document écrit ne confirme cette tradition. On sait que le monastère a été brûlé par les Ottomans au début du XIXe siècle au moment des soulèvements serbes qui allaient permettre à la principauté de Serbie de devenir autonome vis-à-vis de la Sublime Porte. Sa reconstruction a été entreprise en 1990 avec la bénédiction de l'évêque de l'éparchie de Šumadija Sava qui l'a consacré en 1996. Jusqu'en 2002, il abritait des religieuses puis il a été transformé en monastère d'hommes par l'archimandrite Aleksej (Bogićević).
L'ensemble monastique, entouré d'un mur, est aujourd'hui constitué d'une église, d'un clocher avec des chapelles, d'un konak (résidence monastique) et d'une résidence d'été (letnjikovac).
L'église, dédiée à saint Luc, a été édifiée dans le style de l'école rascienne de la Serbie médiévale. Construite sur un plan rectangulaire, elle est dotée d'une voûte en berceau ; à l'ouest se trouve un porche ouvert dominé par un clocher massif de forme carrée. À l'est, l'abside est de forme rectangulaire. Les façades sont constituées de briques blanches avec une décoration en relief autour des ouvertures.
En plus d'une icône représentant saint Luc et considérée comme miraculeuse, le monastère abrite des objets de valeur et un mobilier ecclésiastique offerts par les fidèles.